# Sic (gmina)
Sic – gmina w Rumunii, w okręgu Kluż. Obejmuje tylko jedną miejscowość Sic. W 2011 roku liczyła 2459 mieszkańców.